# Cyatholipidae
Cyatholipidae  (лат.) — семейство аранеоморфных пауков из серии Entelegynae. Длина тела представителей — 1—4 мм, внутренняя пара передних паутинных бородавок не функционирует и преобразована в колулюс. Распространены в Африке, Австралии и Новой Зеландии Один вид — Pokennips dentipes — известен с Ямайки. Насчитывают 58 современных видов, объединяемых в 23 рода. 13 ископаемых видов описаны из европейского янтаря.

## Перечень родов
- Alaranea Griswold, 1997 — Мадагаскар

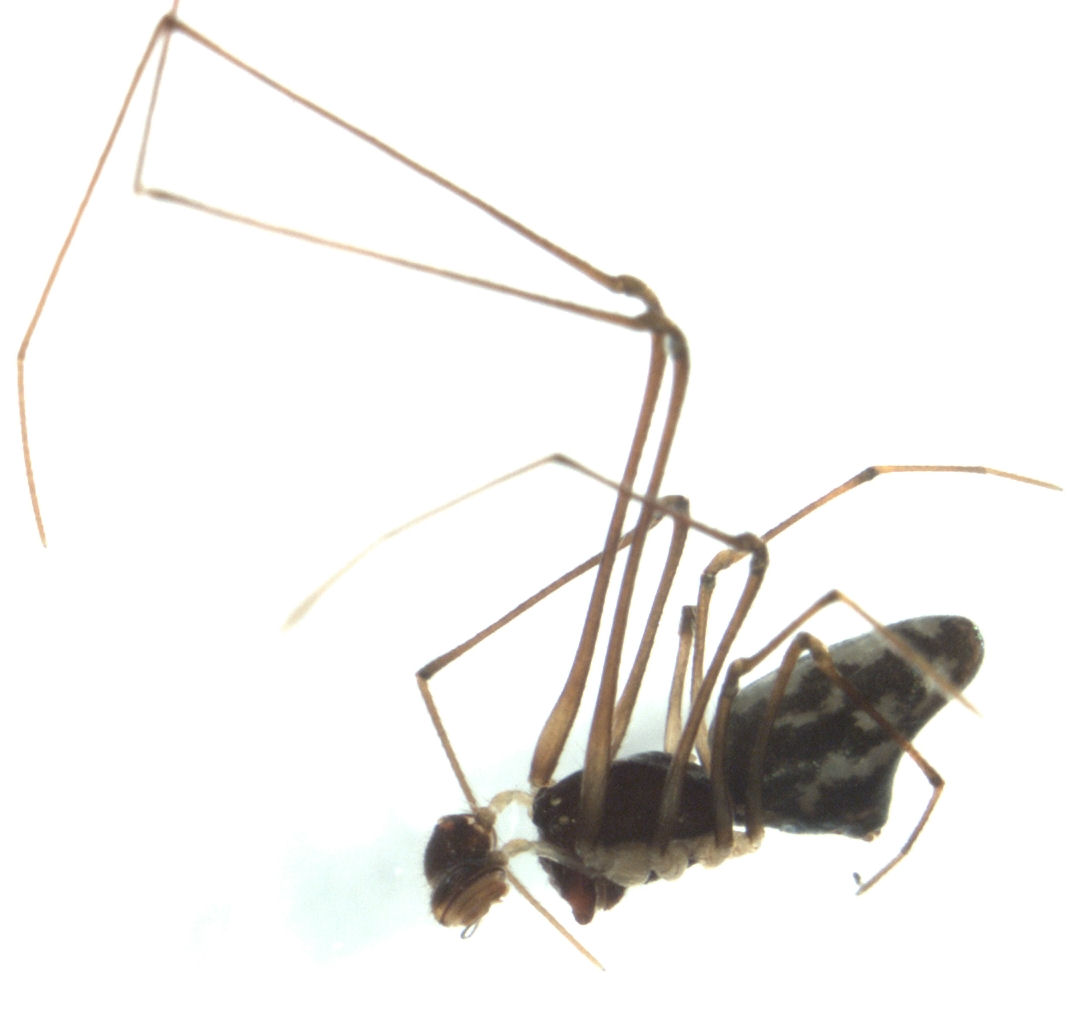
Самец Tekelloides flavonotatus (Новая Зеландия)

- Buibui Griswold, 2001 — Эфиопия, Конго, Кения, Камерун, Биоко
- Cyatholipus Simon, 1894 — ЮАР
- Forstera Koзak et Kemal, 2008 — Австралия
- Hanea Forster, 1988 — Новая Зеландия
- Ilisoa Griswold, 1987 — ЮАР
- Isicabu Griswold, 1987 — Танзания, ЮАР
- Kubwa Griswold, 2001 — Танзания
- Lordhowea Griswold, 2001 — Лорд-Хау
- Matilda Forster, 1988 — Австралия
- Pembatatu Griswold, 2001 — Кения, Танзания
- Pokennips Griswold, 2001 — Ямайка
- Scharffia Griswold, 1997 — Танзания, Кения, Малави
- Teemenaarus Davies, 1978 — Австралия
- Tekella Urquhart, 1894 — Новая Зеландия
- Tekellatus Wunderlich, 1978 — Австралия
- Tekelloides Forster, 1988 — Новая Зеландия
- Ubacisi Griswold, 2001 — ЮАР
- Ulwembua Griswold, 1987 — Мадагаскар, ЮАР, Танзания
- Umwani Griswold, 2001 — Малави, Танзания
- Uvik Griswold, 2001 — Конго, Уганда
- Vazaha Griswold, 1997 — Мадагаскар
- Wanzia Griswold, 1998 — Камерун, Биоко